# Antoine Légat de Furcy
Antoine Légat de Furcy (Maubege, Nord-Pas-de-Calais, 1740 – París, 1790) fou un compositor francès.
Es traslladà a París per estudiar filosofia, però aficionat a la música estudià aquesta art, tenint per professor a Noblet, el qual li donà lliçons de clave i d'harmonia. El 1789, segons Alexandre de Laborde, es dedicà a l'ensenyança del piano en la capital francesa, però la composició va absorbir les seves aficions.
Les seves produccions per al teatre tingueren molt poc èxit. A més col·laborà en l'obra de Laborde, Essai sur la musique.